# Helmut Richter (Pädagoge, 1955)
Helmut Richter (* 17. Oktober 1955 in Oberhausen) ist ein deutscher Berufspädagoge und Gitarrist sowie Autor von Fachpublikationen und im Selbstverlag vertriebener belletristischer Literatur.

## Leben
Helmut Richter absolvierte nach dem mittleren Schulabschluss 1971 eine Ausbildung zum Maschinenschlosser (heute: Industriemechaniker) und arbeitete anschließend als Facharbeiter in diesem Beruf. Während der Ausbildung erlernte er autodidaktisch das Gitarrenspiel. 1977 erlangte er die Allgemeine Hochschulreife. Er studierte Maschinenbau und Physik u. a. bei Gernot Born an der Universität Duisburg (heute: Universität Duisburg-Essen) und parallel dazu Instrumentalpädagogik am Robert-Schumann-Institut (heute: Robert Schumann Hochschule Düsseldorf (RSH)) in Düsseldorf bei Maritta Kersting. Ab 1978 war er zusätzlich Schüler und Assistent von Siegfried Behrend. Im Jahr 1981 erzielte er beim Regensburger Gitarrenwettbewerb den ersten Preis in der höchsten Altersgruppe. Im selben Jahr legte er in München seine Prüfung zum staatl. anerkannten Musikpädagogen ab. Von 1977 bis 2008 war er nebenberuflicher Gitarrenlehrer an der Musikschule Oberhausen; zudem gab  er bis zur Gegenwart zahlreiche Konzerte und Rundfunkauftritte sowohl für Gitarre solo als auch in kammermusikalischen Besetzungen.
Nach dem 1. Staatsexamen im Lehramt für berufsbildende Schulen im Jahr 1983 absolvierte er sein Referendariat in Wuppertal, das er im Jahr 1985 mit dem 2. Staatsexamen abschloss. Ab 1985 war er als Lehrer an der Werkberufsschule der Gutehoffnungshütte (heute MAN-Turbo) in Oberhausen tätig, nach deren Schließung ab 1994 am Berufskolleg Stadtmitte der Stadt Mülheim an der Ruhr, ab 2004 dort als stellv. Schulleiter. Im Jahr 2008 wurde er bis zu seiner Pensionierung im Jahr 2021 Schulleiter am Willy-Brandt-Berufskolleg in Duisburg-Rheinhausen.
In den Jahren 1995 bis 2000 übernahm er nebenamtlich den Lehrauftrag für Fachdidaktik an der Universität Duisburg, im Jahr 2001 wurde er im Fachbereich (Berufs-)Pädagogik an der Universität Karlsruhe (heute: Karlsruher Institut für Technologie) bei Klaus Jenewein und Antonius Lipsmeier zum Dr. phil. promoviert (mit einer Dissertation über Lernerfolgsüberprüfung im handlungsorientierten Unterricht der Berufsschule). Von 2012 bis 2017 absolvierte er ein Zusatzstudium im Fachbereich Psychologie an der Fernuniversität in Hagen. Seine berufspädagogischen Arbeitsschwerpunkte liegen in der Qualitätsentwicklung von Schule und Unterricht sowie in der Gesundheitsfürsorge bzw. Burnout-Prophylaxe für Lehrkräfte durch Umsetzung der Salutogenese im Leitungshandeln. Im Jahr 2021 gründete er zusammen mit Walter Machtemes das Beratungsinstitut EDU-Vitalis.
Seit dem Jahr 2001 ist er ehrenamtlich Bundesgeschäftsführer der European Guitar Teachers Association (EGTA-D e.V.).
Seine musikalischen Arbeitsschwerpunkte sind die Wiederbelebung der Gitarrenmusik der ersten Hälfte des 20. Jahrhunderts im deutschsprachigen Raum sowie die Aufführung selten gespielter Werke für die Konzertgitarre.

## Weitere Aktivitäten
- Mitarbeit in den Arbeitsgruppen Lernerfolgsüberprüfung, SELUBA (Steigerung der Effizienz neuer Lernkonzepte und Unterrichtsmethoden in der dualen Berufsausbildung) und QUINT (Qualitätsindikatoren) am Landesinstitut für Schule und Weiterbildung in Soest
- Redaktionsmitglied der Zeitschrift Zupfmusikmagazin bzw. concertino
- Veröffentlichung von 28 CDs mit Musik für Gitarre solo und kammermusikalische Besetzungen
- Veröffentlichung von 7 Hörbüchern in Zusammenarbeit mit Walter Machtemes

## Ehrungen und Auszeichnungen
- Erster Preis im Regensburger Gitarrenwettbewerb (1981)
- Erster Preis im Landeswettbewerb „einfach Schule“ (2011)
- Ehrennadel in Gold der IHK (Industrie- und Handelskammer) zu Essen (2019)
- Ehrennadel in Gold des BDZ (Bund Deutscher Zupfmusiker) (2020)

## Veröffentlichungen (Auswahl)
Eine umfassende Aufstellung der Publikationen findet sich auf der Website des Autors (siehe Weblinks)
Lehrbücher Metalltechnik und Mathematik
- Arbeitsplanung: Projektorientiertes Lernen Metall. Berlin, Cornelsen-Giradet, 1993, ISBN 3-464-42102-3
- Technische Kommunikation – Projektaufgaben für Fachschulen und Fortbildung. Berlin: Cornelsen-Giradet, 1997, ISBN 3-464-48061-5
- Clemens Graefen, Helmut Richter: Lernziel Qualität – Projektaufgaben zum Qualitätsmanagement. Berlin: Cornelsen-Giradet, 1997, ISBN 3-464-48064-X
- Projektaufgaben Metallbearbeitung. Berlin, Cornelsen-Giradet, 1994, ISBN 3-464-48900-0
- 5 Bücher Mathematik für Berufsfachschulen.  Berlin, Cornelsen Verlag, 2005 bis 2008, ISBN 978-3-464-41103-2, ISBN 3-06-450272-7 u. a.

Notenausgaben und Texte zur Gitarrenmusik
- Siegfried Behrend – Stationen. Dokumente einer außergewöhnlichen Künstlerkarriere. Oberhausen, Verlag Karl-Maria Laufen, 2000, ISBN 3-87468-171-8
- Joseph Haydn: London-Trio C-dur für drei Gitarren. (Bearbeitung) F. Hofmeister Musikverlag, Leipzig 2001
- Arcangelo Corelli: Concerto grosso op. 6,8. (Bearbeitung) F. Hofmeister Musikverlag, Leipzig 2000
- Proteus und noch ein Stück. Komposition für Gitarre solo. Zimmermann-Verlag. Frankfurt, 1981.  ZM 2330
- Peter Ansorge und Helmut Richter (Hg.): Die klassische Gitarre im 20. Jahrhundert. Beiträge zu ihrer Entwicklung im deutschsprachigen Raum. EGTA, Oberhausen 2010, ISBN 978-3-00-029920-9
- Die Bedeutung und Gestaltung von Fingersätzen. In: EGTA-Journal Band 14 (06/2023), ISSN 2941-5721, S. 42–48
- Der Weg zur Gitarre? - Eine Analyse von Lehrwerken für Konzertgitarre. In: EGTA-Journal Band 16 (06/2024), ISSN 2941-5721, S. 4–14